# Cervera de Pisuerga
Cervera de Pisuerga est une commune espagnole de la province de Palencia, dans la communauté autonome de Castille-et-León.

## Personnalités liées à la commune
- Modesto Lafuente (1806-1866), historien, née dans le quartier de Rabanal de los Caballeros situé dans la commune.